# Satellite Bay
Satellite Bay è il primo album in studio della band Post-rock tedesca Long Distance Calling.
La maggior parte delle tracce è strumentale: solo Built Without Hands è cantata dall'ospite Peter Dolving degli svedesi The Haunted.

## Tracce
1. Jungfernflug – 10:35
2. Fire In The Mountain – 7:28
3. Aurora – 8:42
4. Horizon – 5:53
5. The Very Last Day – 10:22
6. Built Without Hands – 8:12
7. Swallow The Water – 7:26

## Formazione
- David Jordan - chitarra
- Janosch Rathmer - batteria
- Florian Füntmann - chitarra
- Jan Hoffmann - basso
- Reimut van Bonn - ambience